# Người tiễn đưa
Người tiễn đưa (Nhật: おくりびと Hepburn: Okuribito, dịch nghĩa: Chuyến khởi hành, tiếng Anh: Departures) là một bộ phim điện ảnh Nhật Bản thuộc thể loại chính kịch ra mắt vào năm 2008 do Takita Yōjirō làm đạo diễn, với sự tham gia diễn xuất của các diễn viên chính gồm Motoki Masahiro, Hirosue Ryōko và Yamazaki Tsutomu. Được dựa theo Coffinman, một cuốn hồi ký của Aoki Shinmon, bộ phim dõi theo Kobayashi Daigo, một chàng trai trẻ quay trở lại quê nhà sau khi trải qua một sự nghiệp nghệ sĩ chơi cello không thành công và tình cờ nhận được công việc của một nōkanshi – một người chuyên làm dịch vụ tẩm liệm và thực hiện các nghi thức trong một tang lễ theo truyền thống của Nhật Bản. Anh chịu định kiến bất lợi từ những người xung quanh, kể cả từ người vợ của mình, vì những điều cấm kỵ xã hội mạnh mẽ chống lại những người đối mặt với cái chết. Cuối cùng, anh giành được sự tôn trọng từ họ và hiểu được tầm quan trọng của các kết nối giữa các cá nhân thông qua vẻ đẹp và phẩm giá của công việc của mình.
Ý tưởng cho Người tiễn đưa nảy sinh sau khi Motoki, bị ảnh hưởng sau khi xem một tang lễ dọc theo sông Hằng khi du lịch Ấn Độ, đọc nhiều về chủ đề cái chết và xem qua Coffinman. Ông cảm thấy câu chuyện sẽ thích nghi tốt với bộ phim và Người tiễn đưa được hoàn thành một thập niên sau đó. Bởi những định kiến của người Nhật đối với những người thực hiện công việc tiếp xúc với người chết, các nhà phân phối đã chỉ miễn cưỡng cho ra mắt bộ phim—cho đến khi nó bất ngờ giành được một chiến thắng lớn tại Liên hoan phim thế giới Montreal vào tháng 8 năm 2008. Tháng tiếp theo, bộ phim được công chiếu tại Nhật Bản, nơi nó tiếp tục thắng Giải thưởng Viện hàn lâm cho Phim của năm và trở thành bộ phim trong nước có doanh thu cao nhất của năm. Thành công này đã đạt đỉnh trong năm 2009, khi nó trở thành bộ phim đầu tiên do Nhật Bản sản xuất thắng Giải Oscar cho Phim ngoại ngữ hay nhất. Tại Việt Nam, Liên hoan phim Nhật Bản "Thổi làn gió mới! Phim truyện và hoạt hình Nhật Bản 2013" đã trình chiếu bộ phim dưới tựa đề tiếng Việt chính thức là Người tiễn đưa.
Người tiễn đưa nhận được các đánh giá từ kết hợp cho tới tích cực, với trang website tổng hợp Rotten Tomatoes đưa ra nhận định chất lượng 81% từ 103 đánh giá. Các nhà phê bình ca ngợi sự hài hước của bộ phim, vẻ đẹp của lễ nhập quan và chất lượng của diễn xuất, nhưng đặt vấn đề với việc các tình tiết quá dễ đoán trước và tình cảm công khai của nó. Những người đánh giá nêu bật một loạt các chủ đề của phim, nhưng tập trung chủ yếu vào lòng nhân từ khi đối diện với cái chết và cách mà nó làm mạnh mẽ hơn những liên kết trong gia đình. Thành công của Người tiễn đưa dẫn đến việc thành lập các điểm tham quan du lịch tại điểm kết nối với bộ phim và tăng cường sự hứng thú với những lễ nhập quan, cũng như sự chuyển thể của câu chuyện qua các phương tiện truyền thông khác nhau, bao gồm manga và một vở kịch chương hồi.

## Nội dung
Kobayashi Daigo (Motoki Masahiro) bị mất việc làm một nghệ sĩ chơi cello khi dàn nhạc giao hưởng của anh bị giải thể. Anh và vợ là Mika (Hirosue Ryōko) chuyển từ Tokyo về quê nhà ở Yamagata, nơi họ sống trong căn nhà thời thơ ấu của ông, được để lại cho ông khi mẹ ông qua đời hai năm trước đó. Căn nhà đó là một quán cafe mà cha của Daigo quản lý trước khi ông bỏ đi với một cô hầu bàn khi Daigo lên sáu tuổi; từ sau đó cả hai không còn liên lạc với nhau. Daigo cảm thấy thù hận cha mình và thấy có lỗi vì không chăm sóc mẹ tốt hơn. Anh vẫn giữ một "hòn đá cảm xúc"—một hòn đá được cho là truyền tải ngữ nghĩa thông qua kết cấu của nó—mà cha đã đưa cho anh nhiều năm về trước.
Daigo tìm thấy một quảng cáo cho một công việc "hỗ trợ những chuyến đi". Giả định rằng đó là một công việc tại một công ty du lịch, anh tới phỏng vấn tại văn phòng Công ty NK và biết được từ người thư ký, Kamimura Yuriko (Yo Kimiko), rằng anh sẽ chuẩn bị các bước cần thiết cho thi thể để hoả táng trong một nghi lễ là nhập quan. Mặc dù miễn cưỡng, Daigo được thuê ngay lập tức và nhận được một khoản tiền tạm ứng từ ông chủ mới của mình, Sasaki (Yamazaki Tsutomu). Daigo lén lút thực hiện nhiệm vụ và giấu giếm bản chất công việc với Mika.
Nhiệm vụ đầu tiên của anh là hỗ trợ lễ nhập quan của một phụ nữ qua đời tại nhà và không được tìm thấy trong hai tuần. Anh bắt đầu cảm thấy buồn nôn và sau đó cảm thấy nhục nhã khi những người lạ trên một chiếc xe bus cảm thấy một mùi khó chịu từ anh. Để làm sạch bản thân, anh ghé thăm một nhà tắm công cộng mà anh thường xuyên tới khi còn bé. Nhà tắm này thuộc sở hữu của Yamashita Tsuyako (Yoshiyuki Kazuko), mẹ của một người bạn học cũ của Daigo.
Theo thời gian, Daigo trở nên cảm thấy thoải mái với nghề nghiệp của mình khi anh hoàn thành một số nhiệm vụ và trải nghiệm lòng biết ơn của các gia đình người quá cố. Mặc dù anh phải đối mặt với sự tẩy chay của xã hội, Daigo từ chối bỏ việc, thậm chí sau khi Mika tìm thấy một DVD hướng dẫn, trong đó anh đóng vai một xác chết và bỏ anh để quay về nhà bố mẹ mình ở Tokyo. Bạn học cũ của Daigo là Yamashita (Sugimoto Tetta) năn nỉ người làm lễ tang này tìm một công việc được kính trọng hơn và, cho đến khi đó, ngăn cản Daigo với gia đình của anh ta.
Sau một vài tháng, Mika quay trở lại và thông báo rằng cô đang mang bầu. Cô bày tỏ hy vọng rằng Daigo sẽ tìm một công việc mà con anh có thể tự hào. Khi đang trong cuộc tranh luận sau đó, Daigo nhận được một cuộc gọi cho một lễ nhập quan cho bà Yamashita. Daigo chuẩn bị thi thể trước mặt cả gia đình Yamashita và Mika, người cũng biết người chủ nhà tắm công cộng. Việc thực hiện nghi lễ giúp anh giành được sự tôn trọng của mọi người chứng kiến và khiến Mika ngừng nhấn mạnh việc thay đổi công việc của Daigo.
Một thời gian sau, họ biết được cái chết của cha Daigo. Daigo miễn cưỡng đi với Mika tới một ngôi làng khác để thấy tử thi. Daigo ban đầu không thể nhận ra cha mình, nhưng tỏ ra cáu gắt khi những người lo việc tang lễ tại địa phương tỏ ra bất cẩn với thi thể. Anh nhất quyết tự thực hiện nghi lễ mặc áo quan cho cha mình và khi đang thực hiện, anh tìm thấy một hòn đá cảm xúc khác mà anh đưa cho cha mình, được nắm chặt trong bàn tay của tử thi. Ký ức tuổi thơ của gương mặt người cha quay trở lại với anh và sau khi thực hiện xong nghi lễ, Daigo nhẹ nhàng ấn viên đá vào phần bụng đang có bầu của Mika với vẻ mặt đầy hạnh phúc.

## Sản xuất

### Nền tảng văn hoá
Các đám tang của Nhật Bản là những dịp với những nghi lễ được tuân thủ rất chặt chẽ mà thường—mặc dù không luôn như vậy—được thực hiện theo nghi thức Phật giáo. Để chuẩn bị cho tang lễ, thi thể được vệ sinh sạch sẽ và các lỗ hở (miệng, mũi, tai) đều được chặn bằng bông hoặc gạc. Nghi lễ nhập quan (gọi là nōkan (納棺)), như mô tả trong Người tiễn đưa, hiếm khi được thực hiện và kể cả sau này cũng chỉ xuất hiện tại các vùng nông thôn. Nghi lễ này chưa được chuẩn hóa, nhưng thường liên quan đến những người làm nghi lễ cho đám tang (納棺師 (nạp quan sư) nōkanshi) chuyên nghiệp chuẩn bị thi thể một cách chặt chẽ theo nghi thức, mặc áo quan màu trắng cho thi thể và đôi khi thực hiện việc trang điểm. Thi thể sau đó được đặt trên đá khô trong một quan tài, cũng với những tài sản cá nhân và vật dụng cần thiết cho chuyến đi tới thế giới bên kia.
Mặc dù nhận biết được tầm quan trọng của các nghi lễ trong đám tang, trong văn hoá truyền thống Nhật Bản, đối tượng bị coi là ô uế khi tất cả những gì liên quan đến cái chết đều được nghĩ là một nguồn gốc của kegare (phiền não). Sau khi có sự tiếp xúc với người chết, các cá nhân phải làm sạch bản thân theo các nghi lễ thanh tẩy. Những người làm việc gần người chết, như những người làm tang lễ, do đó thường bị coi là không thanh sạch và trong suốt thời kỳ phong kiến, những người mà công việc có liên quan đến cái chết trở thành burakumin (tiện dân), bị buộc phải sống trong các thôn xóm dành cho họ và chịu sự phân biệt đối xử với xã hội rộng lớn hơn bên ngoài. Mặc dù có một sự thay đổi văn hóa từ Minh Trị Duy tân năm 1868, sự kì thị với cái chết vẫn chiếm phần lớn trong xã hội Nhật Bản và phân biệt đối xử chống lại các tiện dân vẫn tiếp tục.
Cho tới năm 1972, hầu hết các trường hợp qua đời đã được xử lý bởi gia đình, nhà tang lễ, hoặc nōkanshi. Tính đến năm 2014, khoảng 80% những trường hợp tử vong xảy ra ở các bệnh viện và việc chuẩn bị các thi thể thường được thực hiện bởi nhân viên bệnh viện; trong những trường hợp như vậy, gia đình thường không thấy thi thể cho tới khi tổ chức tang lễ. Một cuộc khảo sát năm 1998 cho thấy 29.5% dân số Nhật Bản tin tưởng vào một thế giới bên kia và hơn 40% muốn tin vào điều này; niềm tin cao nhất năm ở nhóm người trẻ. Niềm tin vào sự hiện hữu của một linh hồn (54%) và một kết nối giữa thế giới của sự sống và cái chết (64.9%) cũng thường tương tự như vậy.

### Hình thành ý tưởng và tiền kỳ

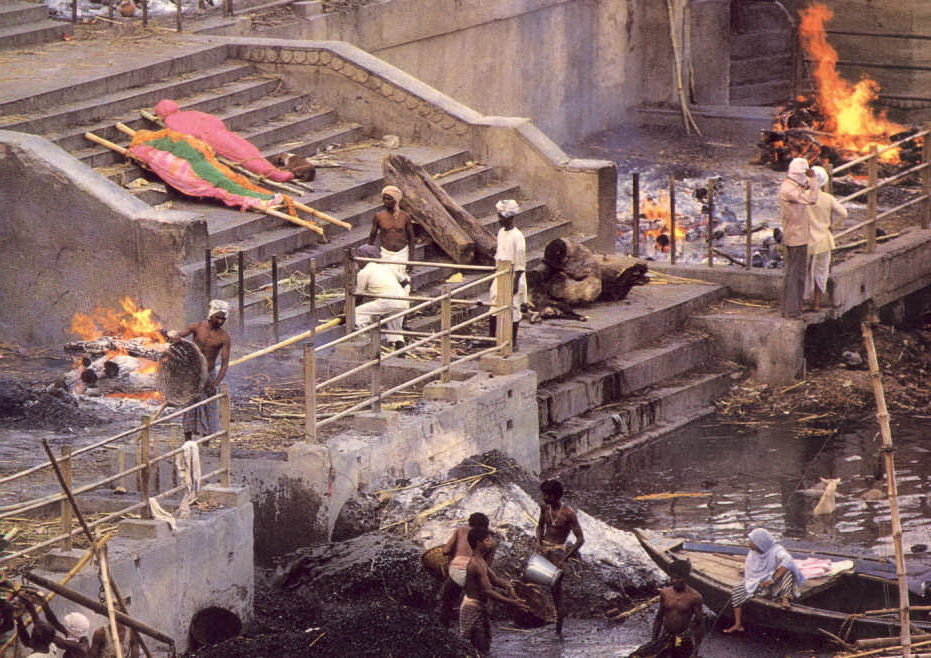
Hỏa táng và thủy táng tại Varanasi bên sông Hằng

Vào đầu thập niên 1990, Motoki - lúc đó mới 27 tuổi - và bạn mình đi du lịch tới Ấn Độ; chỉ ngay trước khi đi, theo sự gợi ý của người bạn, anh đã đọc cuốn Memento Mori (tiếng Latin nghĩa là "hãy nhờ rằng bạn sẽ chết") của Fujiwara Shin'ya. Trong khi ở Ấn Độ, anh ghé thăm Varanasi, nơi anh thấy một nghi thức mà thi thể người chết được hỏa táng và tro của họ được thả trôi xuống sông Hằng. Việc chứng kiến nghi lễ về cái chết này, đối lập với một bối cảnh đám đông nhộn nhịp quay về cuộc sống của họ đã gây ảnh hưởng sâu sắc tới Motoki. Khi quay trở lại Nhật Bản, anh đã đọc nhiều cuốn sách về chủ đề cái chết và vào năm 1993 đã viết một cuốn sách về mối liên hệ giữa cuộc sống và cái chết: Tenkuu Seiza—Hill Heaven. Trong số những cuốn sách đã đọc, anh có đọc tự truyện của Aoki Shinmon là Coffinman: The Journal of a Buddhist Mortician (納棺夫日記 Nōkanfu Nikki), cuốn sách giúp Motoki tiếp xúc với thế giới của nōkanshi lần đầu tiên. Motoki nói rằng anh tìm thấy một cảm thức của sự bí ẩn và khêu gợi gần gũi ở nghề nghiệp mà anh cảm thấy có một mối quan hệ với thế giới điện ảnh.
Việc gây quỹ cho dự án gặp nhiều khó khăn vì những điều cấm kỵ đối với cái chết và đoàn làm phim đã tiếp cận một số công ty trước khi Người tiễn đưa được phê duyệt bởi Nakazawa Toshiaki và Mase Yasuhiro. Theo đạo diễn của phim, Takita Yōjirō, một yếu tố cần xem xét trong quá trình thực hiện bộ phim là độ tuổi của đoàn làm phim: "Chúng ta đã tới một thời điểm nào đó trong cuộc đời của chúng ta, khi cái chết đã đáng sợ đến mức trở thành một nhân tố xung quanh chúng ta". Koyama Kundō được liên hệ để chắp bút cho kịch bản, đây là lần đầu tiên ông viết một kịch bản phim điện ảnh; kinh nghiệm trước đó của ông là kịch bản cho sân khấu và phim truyền hình. Takita, người bắt đầu sự nghiệp với thể loại phim hồng (pinku eiga) trước khi gia nhập thế giới phim chính thống vào năm 1986 với Comic Magazine, chính thức nhận lời đạo diễn vào năm 2006, sau khi nhà sản xuất Nakazawa Toshiaki trình bày với ông bản chỉnh sửa kịch bản đầu tiên. Trong một cuộc phỏng vấn sau đó, ông tuyên bố: "Tôi muốn làm một bộ phim từ góc nhìn của một người dám đối diện với một cái gì đó rất phổ quát và chưa được quan tâm đúng mức, thậm chí còn bị phân biệt đối xử". Mặc dù biết về lễ nhập quan, ông chưa bao giờ thấy một ai thực hiện nó.
Quá trình sản xuất Người tiễn đưa tốn mất 10 năm và tác phẩm sau cùng chỉ tuân theo một cách lỏng lẻo với cốt truyện của Coffinman; các phiên bản sau của kịch bản được chỉnh sửa dựa trên sự hợp tác của các diễn viên và đoàn làm phim. Mặc dù các khía cạnh tôn giáo của đám tang đều quan trọng trong tác phẩm gốc, bộ phim không thể hiện chúng. Điều này, cùng với thực tế là bộ phim được hoàn thành ở Yamagata và không phải tỉnh quê nhà của Aoki ở Toyama, dẫn đến sự căng thẳng xảy ra giữa các nhân viên sản xuất và tác giả cuốn sách. Aoki bày tỏ lo ngại rằng bộ phim đã không thể giải quyết "số phận cuối cùng của người chết". Bản in đầu tiên của cuốn sách được chia làm ba phần; phần thứ ba, "Ánh sáng và cuộc đời", là một suy nghĩ Phật giáo dạng tiểu luận về sự sống và cái chết, về "ánh sáng" nhìn thấy khi một người cảm nhận sự hoà hợp của sự sống và cái chết, điều không xuất hiện trong bộ phim. Aoki tin rằng cách tiếp cận nhân văn của bộ phim đã bỏ đi những khía cạnh tôn giáo, là trung tâm của cuốn sách—nhấn mạnh vào việc duy trì các kết nối giữa sự sống và cái chết mà ông cảm thấy chỉ có tôn giáo có thể cung cấp—và từ chối cho phép sử dụng tên của mình và của cuốn sách. Trong quá trình đặt một tiêu đề mới, Koyama đặt ra thuật ngữ okuribito như một uyển ngữ cho nōkanshi, xuất phát từ okuru ("làm cho khởi hành") và hito ("người").
Trong khi cuốn sách và bộ phim chia sẻ cùng một tiền đề, các chi tiết tỏ ra khác nhau đáng kể; Aoki quy cho những thay đổi này đến từ studio đã làm cho câu chuyện trở nên thương mại hơn. Cả hai đều có một nhân vật chính, người chịu đựng sự lo lắng và định kiến vì công việc của mình như là một nōkanshi, trải qua sự phát triển cá nhân là kết quả của sự trải nghiệm của mình và tìm thấy ý nghĩa mới của cuộc sống khi phải đối mặt với cái chết. Trong cả hai, nhân vật chính đều đối mặt với định kiến xã hội và sự hiểu lầm với nghề nghiệp của mình.  Trong Coffinman, nhân vật chính là chủ một pub-café bị đóng cửa; trong một cuộc tranh cãi nội bộ, vợ ông đã ném một tờ báo với ông, trong đó ông tìm thấy một quảng cáo cho vị trí nōkanshi. Anh ta tìm thấy niềm tự hào trong công việc của mình với lần đầu tiên thực hiện khi đối diện với cơ thể của một người bạn gái cũ. Koyama thay đổi nhân vật chính từ một chủ quán bar sang một nghệ sĩ cello, khi ông muốn dàn nhạc cello cho nhạc nền phim. Những khác biệt khác bao gồm sự di chuyển thiết lập từ Toyoma sang Yamagata cho sự tiện lợi khi quay phim, tạo cho "hòn đá cảm xúc" một vai trò lớn hơn trong cốt truyện, và một sự tránh né những cảnh quay nặng nề, như những cảnh quay về tôn giáo và cảnh mà Aoki mô tả việc thấy được "ánh sáng" trong một đám giòi. Koyama cũng thêm vào tuyến chuyện phụ, trong đó Daigo có thể tha thứ cho người cha quá cố của mình; lấy từ một cuốn tiểu thuyết ông đã viết, nó được dự định để khép lại câu chuyện với "một vài cảm giác hạnh phúc".

### Diễn viên

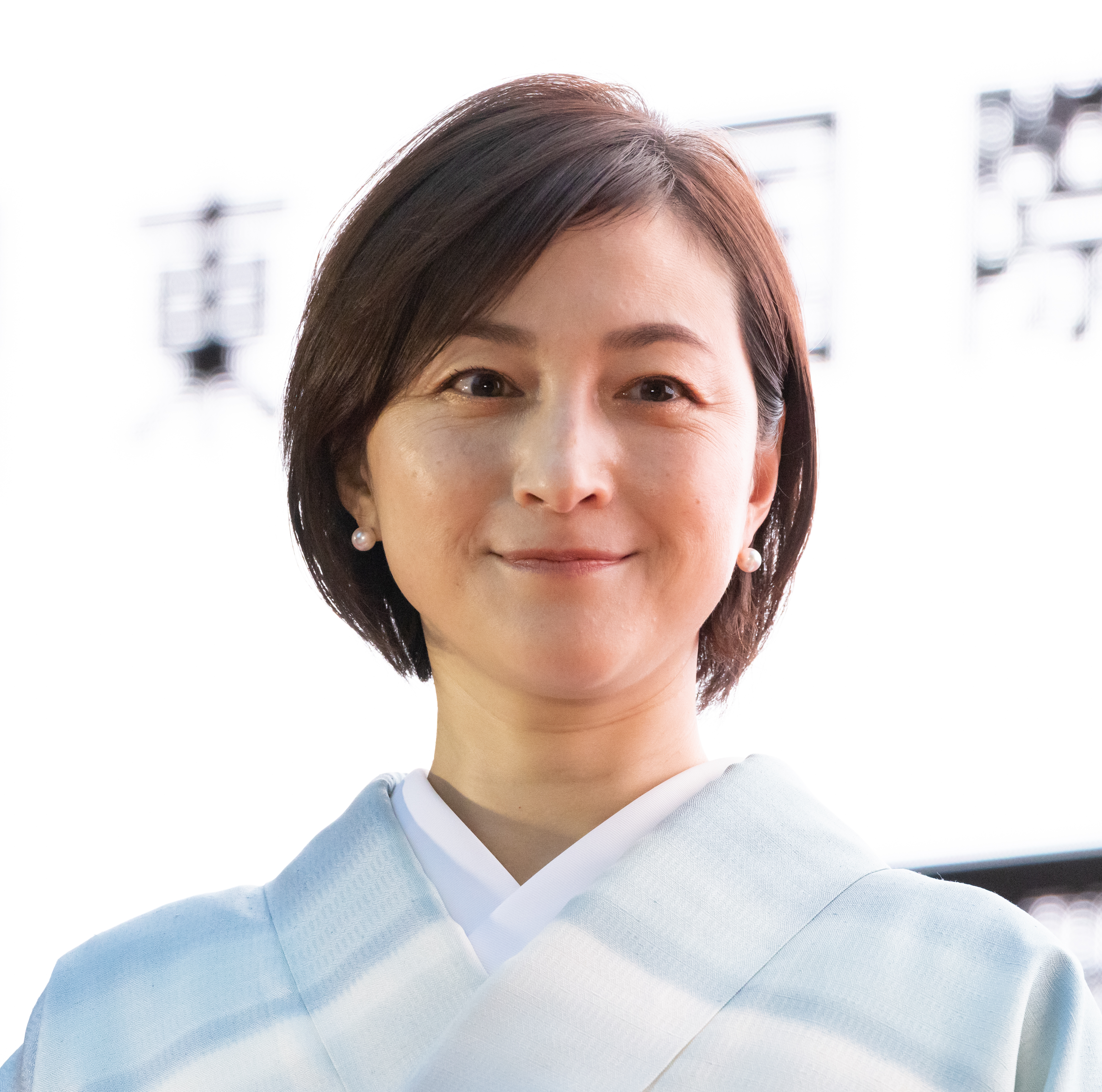
Hirosue Ryōko, người trước đó từng cộng tác với Takita, được chọn để thủ vai Mika.

Motoki, sau này ở độ tuổi 40 đã xây dựng một danh tiếng như là một người thực tế, được chọn cho vai Daigo. Diễn viên nam gạo cội Yamazaki Tsutomu được lựa chọn cho vai diễn Sasaki; Takita đã làm việc cùng Yamazaki trong Chúng ta không cô độc (1993). Mặc dù nhân vật Mika được lên kế hoạch ban đầu là cùng tuổi với Daigo, vai diễn thuộc về ca sĩ nhạc pop Hirosue Ryōko, người trước đó đã đóng trong bộ phim Himitsu (Bí mật) của Takita năm 1999. Takita giải thích rằng một nữ diễn viên trẻ sẽ đại diện tốt hơn cho sự phát triển của cặp vợ chồng từ vẻ ngây thơ ban đầu. Trong một cuộc phỏng vấn năm 2009, Takita chia sẻ rằng ông đã lựa chọn các vai diễn từ "bất kỳ ai nằm trong danh sách mơ ước của tôi".
Motoki đã nghiên cứu nghệ thuật nhập quan đầu tay từ một người chuyên làm tang lễ và hỗ trợ trong một lễ nhập quan; anh sau đó chia sẻ rằng trải nghiệm này đã gieo vào lòng anh với "một ý thức trách nhiệm ...  để cố gắng sử dụng càng nhiều sự ấm áp của con người như thể tôi có thể phục hồi [người đã khuất] cho một sự hiện diện sống động như thật để trình bày với gia đình". Motoki sau đó đã tự tập dượt bằng các thực hành trên nhà quản lý tài năng cho tới khi anh cảm thấy đã làm chủ được thủ tục, một thủ tục mà các thao tác tinh tế cũng như vô cùng phức tạp và chi tiết được anh so sáng với các thao tác trong trà đạo. Takita đã tham dự các tang lễ để hiểu được cảm xúc của gia đình tang quyến, trong khi Yamazaki không hề tham gia vào quá trình luyện tập lễ nhập quan. Motoki cũng học được cách chơi cello cho những phân đoạn đầu của phim.
Để cung cấp những thi thể như thật trong khi phải ngăn xác chết chuyển động, sau một quá trình tuyển chọn diễn viên dài, đoàn làm phim đã chọn các diễn viên quần chúng, những người có thể nằm bất động như ý muốn. Với vai diễn chủ nhà tắm Yamashita Tsuyako, điều này là không thể do sự cần thiết để thấy được bà còn sống trước và việc tìm kiếm một cơ thể đóng thế là không khả thi. Cuối cùng, đoàn làm phim đã sử dụng các hiệu ứng kỹ thuật số để ghép một hình ảnh tĩnh của diễn viên trong cảnh tang lễ của nhân vật,  cho phép tạo một hiệu ứng chân thực.

### Quay phim và hậu kỳ
Tổ chức phi lợi nhuận Sakata Location Box được thành lập vào tháng 12 năm 2007 để xử lý các vấn đề tại chỗ như tìm diễn viên quần chúng và thương thảo với chủ địa điểm. Sau khi quyết định ghi hình tại Sakata, nhân viên của Location Box có hai tháng để chuẩn bị cho tám mươi thành viên của đoàn làm phim.  Các quá trình thương thảo diễn ra chậm chạp, khi nhiều người sở hữu các bất động sản mất đi sự hứng thú khi biết rằng quá trình quay phim sẽ liên quan đến những cảnh tang lễ; những người đồng ý thì nhấn mạnh rằng quá trình ghi hình sẽ diễn ra ngoài giờ làm việc.

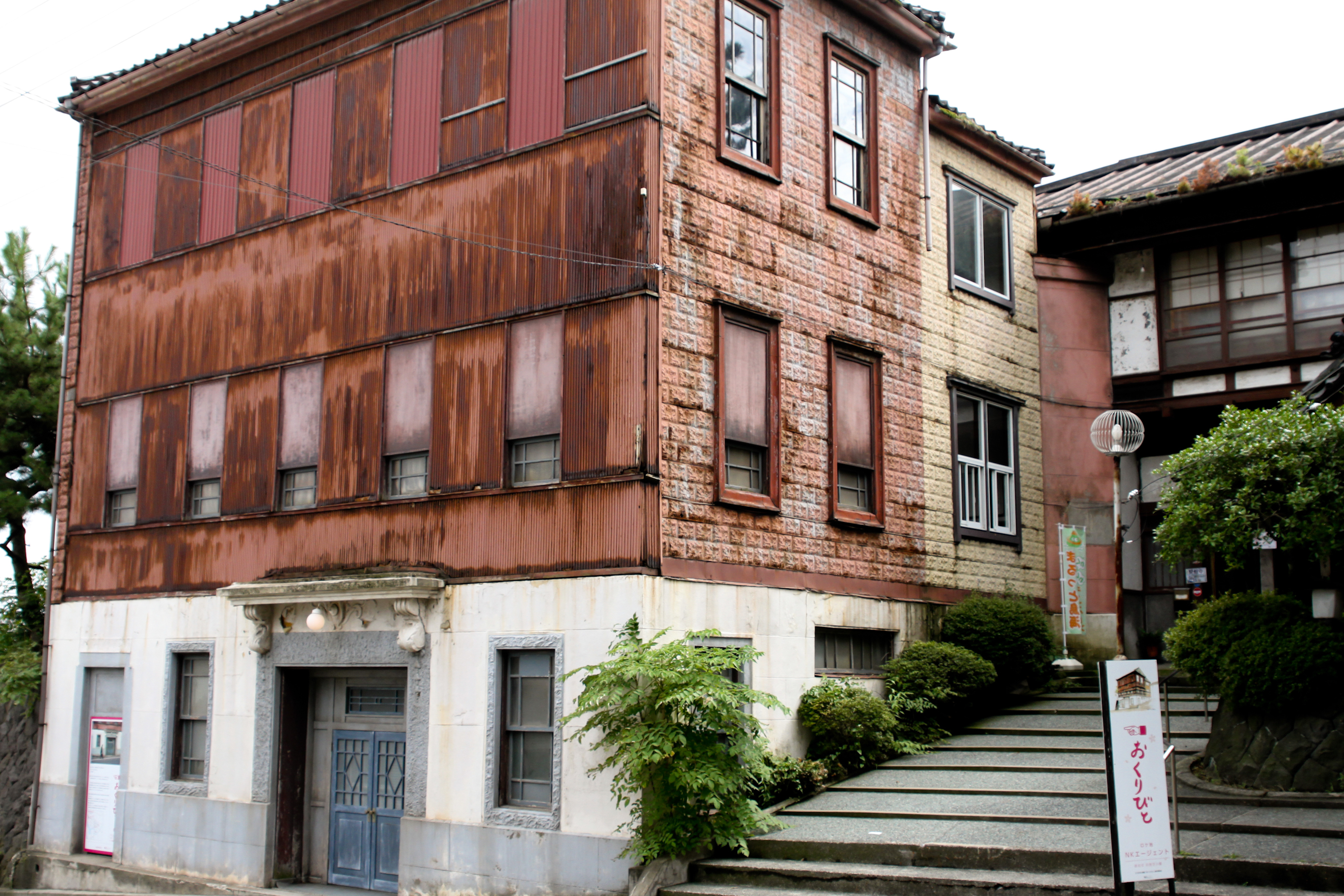
Một ngôi nhà tiền thân là nhà hàng được sử dụng làm địa điểm cho văn phòng Công ty NK.

Toyama là nơi được thiết lập trong Coffinman và cũng là quê nhà của Takita, nhưng quá trình quay phim được hoàn thành tại Yamagata; lý do cho điều này nói chung là bởi Hiệp hội Nōkan (Nōkan Association) quốc gia, có trụ sở chính tại Hokkaido, có một văn phòng chi nhánh tại Sakata. Một số cảnh sơ bộ của khung cảnh tuyết rơi đã được ghi hình trong năm 2007 và quá trình quay phim chính được thực hiện vào tháng 4 năm 2008, diễn ra trong vòng 40 ngày. Các địa điểm quay bao gồm Kaminoyama, Sakata, Tsuruoka, Yuza và Amarume. Văn phòng Công ty NK được quay phim tại một toà nhà ba tầng theo phong cách phương Tây tại Sakata, được xây dựng vào khoảng giữa thời kỳ Minh Trị và Đại Chính (các thập niên 1880–1920). Ban lầu là một nhà hàng mang tên Kappō Obata, nó bị đóng cửa vào năm 1998. Quán café của Kobayashi, được gọi là Concerto trong phim, nằm tại Kaminoyama trong một thẩm mỹ viện cũ. Từ một trăm ứng cử viên, Takita đã chọn nó vì không khí của một toà nhà cũ kĩ với một tầm nhìn rộng rãi trông ra con sông gần đó và dãy núi bao quanh. Cảnh thực hiện ghi hình DVD luyện tập lấy địa điểm tại Sakata Minato-za, rạp chiếu phim đầu tiên của Yamagata, nơi bị đóng cửa từ năm 2002.
Phần nhạc phim của Người tiễn đưa được sáng tác bởi Joe Hisaishi, một nhà soạn nhạc đã được công nhận ở tầm quốc tế với các tác phẩm của mình với Miyazaki Hayao và Studio Ghibli. Trước khi bắt đầu quá trình ghi hình, Takita đã nhờ ông chuẩn bị một bản nhạc phim sẽ đại diện cho sự tách biệt giữa Daigo và cha mình, cũng như tình yêu của người làm tang lễ với vợ mình. Do tầm quan trọng của cello và nhạc cello trong câu chuyện, Hisaishi nhấn mạnh nhạc cụ này trong nhạc phim của mình; ông mô tả thử thách về việc tập trung sáng tác một bản nhạc phim xoay quanh cello như là một trong những điều khó khăn nhất ông từng hoàn thành. Bản nhạc phim này được bật trong suốt quá trình ghi hình, mà theo lời Takita là "cho phép [đoàn làm phim] hình dung được nhiều cảm xúc trong bộ phim" và do đó góp phần vào chất lượng của công việc khi hoàn tất.
Sau khi hoàn thành, Takita tuyên bố Người tiễn đưa "hoàn hảo" và ca ngợi đoàn làm phim vì sự tin tưởng vào bản thân của họ trong quá trình phát triển nội dung và chất lượng khiêm nhường, "thủ công" của bộ phim. Việc thành công ban đầu của bộ phim phụ thuộc phần lớn vào quy trình chặt chẽ cũng là một niềm tự hào đối với đạo diễn. Tác giả Coffinman, Aoki Shinmon, ca ngợi diễn xuất của Motoki và khả năng của bộ phim cho thấy tầm quan trọng của quan hệ gia đình và cá nhân, mặc cho sự thất vọng của ông về việc bỏ rơi khía cạnh tôn giáo của câu chuyện.

## Phong cách
Khi trở thành "miếng ghép kịch trường trọng tâm", nghi thức nhập quan trong Người tiễn đưa đã nhận được bình luận rộng rãi. Mike Scott, ví dụ, viết trên The Times-Picayune rằng những cảnh này thật đẹp và đau lòng và Nicholas Barber của The Independent mô tả chúng là "thanh lịch và trang nghiêm". James Adams của The Globe and Mail đã viết rằng chúng là một "nghi lễ trang nghiêm của sự ôn hòa, ân sủng một cách thôi miên, với những sự thành thạo của đôi tay thao tác một cách ma thuật". Khi bộ phim tiếp tục, Paul Byrnes của The Sydney Morning Herald phát biểu, khán giả đã hiểu biết thêm được một kiến thức bổ sung về nghi lễ và tầm quan trọng của nó. Người xem thấy rằng các nghi lễ không chỉ đơn giản về việc chuẩn bị cơ thể, mà còn về "[sự] mang lại sự trang nghiêm cho cái chết, tôn trọng đối với những người đã khuất và niềm an ủi cho những người đau buồn", qua đó những người khâm liệm có thể lấp đầy lại những đổ vỡ gia đình và chữa lành tổn thương với những người ở lại.
Có một sự lý tưởng hoá của nōkanshi như thể hiện trong phim. Trong tất cả chỉ trừ một trường hợp, những người chết còn trẻ hoặc đã được trang điểm, do đó "người xem có thể dễ dàng đồng cảm với những hình ảnh trên màn ảnh". Một tử thi không được tìm thấy trong nhiều ngày không hề được hiển thị trên màn hình. Không thi thể nào cho thấy sự đau đớn của người qua đời sau một thời gian dài ốm đau, hoặc các vết cắt và vết bầm tím của một nạn nhân vụ tai nạn. Nhà Nhật Bản học Mark R. Mullins đã viết rằng lòng biết ơn được thể hiện trong Người tiễn đưa chắc đã không xảy ra trong thực tế đời sống; theo Coffinman, đã "không có tâng lớp nào thấp hơn người làm khâm liệm và sự thật của bậc thầy là [người dân Nhật Bản] sợ hãi người thợ đóng quan tài và người làm công tác hoả táng như sợ cái chết và xác chết".

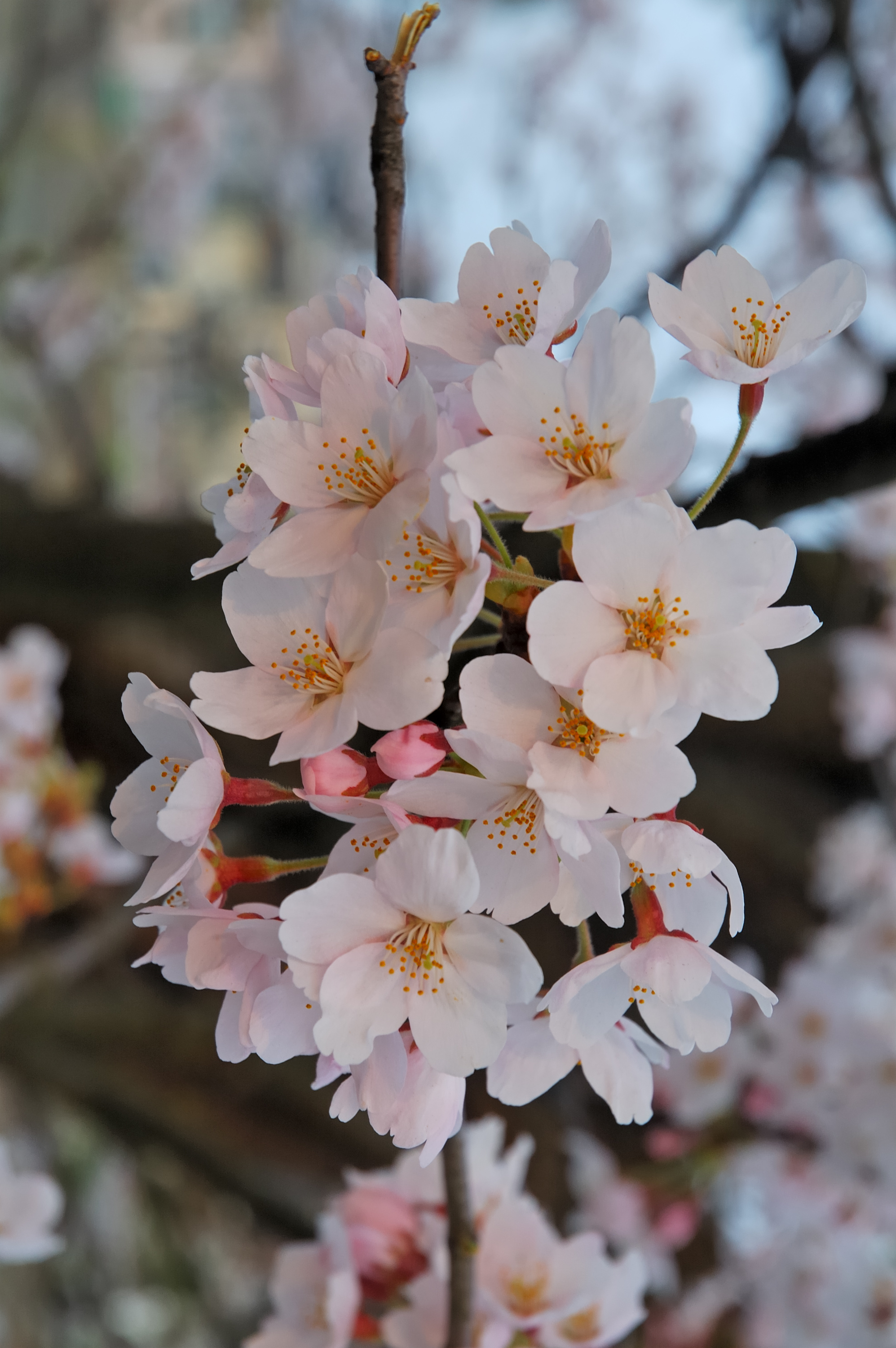
Ý nghĩa tượng trưng đã được tìm thấy trong việc sử dụng cánh anh đào trong bộ phim.

Trong một đoạn montage, cảnh Daigo chơi chiếc cello thời tuổi thơ khi ngồi ngoài trời được xen kẽ với những cảnh của lễ nhập quan. Byrnes tin rằng cảnh này mang ý nghĩa làm tăng cảm xúc của bộ phim, và Roger Ebert của tờ Chicago Sun-Times coi đây là một "cảnh đẹp huyền ảo" mà qua đó các máy ảnh được "cho phép tự do một cách bất ngờ" từ những cảnh quay tiêu chuẩn thông thường. Okuyama Yoshiko của Đại học Hawaii ở Hilo thấy rằng xu hướng dịch chuyển khéo léo của Daigo trong khi chơi cello phản ánh một mức độ cao về tính chuyên nghiệp mà anh đã đạt được. Một số nhà phê bình, như Leigh Paatsch của tờ Herald Sun, chất vấn nhu cầu của cảnh quay này. Trong suốt phần nhạc phim, âm nhạc của cello vẫn chiếm ưu thế. Takita đã thu hút sự tương đồng giữa các công cụ và nghi lễ nhập quan, nói rằng
... trớ trêu thay, đó là một cái gì đó tương tự giữa quá trình của lễ nhập quan và hành động chơi cello. Khi bạn chơi cello, nhạc cụ có một hình dạng con người, với những đường cong quyến rũ. Người nghệ sĩ chơi cello bao trùm lên hình thức đó khi chơi loại nhạc cụ ấy, rất yêu thương, trìu mến. Điều đó rất giống, một cách vật lý, với những hành động của một người làm nghề khâm liệm, nâng niu cơ thể, dịu dàng và nhẹ nhàng với nó.

Byrnes thấy rằng Người tiễn đưa sử dụng biểu tượng hoa anh đào, một bông hoa nở sau khi mua đông qua chỉ để tàn lụi ngay sau đó, để đại diện cho sự ngắn ngủi của cuộc sống; thông qua sự hiểu biết này, ông đã viết, người Nhật đã cố gắng để xác định sự tồn tại của mình. Những biểu tượng tự nhiên, hơn nữa, đã biểu lộ thông qua sự thay đổi các mùa, điều "gợi sự thay đổi cảm xúc tinh tế" trong các nhân vật, cũng như hòn đá cảm xúc, đại diện cho "tình yêu, sự giao thiệp và chiếc gậy chỉ huy (baton) được truyền qua các thế hệ". Các thiết lập của bộ phim được sử dụng để truyền đạt những bao gồm cả sự cô tịch của vùng nông thôn và sự thân mật của nhà tắm công cộng. Màu trắng, qua tuyết, hoa cúc và các đối tượng khác, được biểu hiện nổi bật trong bộ phim; Okuyama gợi ý rằng điều này, cùng với âm nhạc cổ điển và các cử chỉ của đôi tay mang tính nghi thức, đại diện cho sự linh thiêng và độ tinh khiết của tang lễ.
Người tiễn đưa kết hợp các khía cạnh của sự hài hước, một "bất ngờ" bổ sung cho chủ đề về cái chết mà Ebert gợi ý rằng được sử dụng để che đi những sự sợ hãi của khán giả. Betsy Sharkey của tờ Los Angeles Times bày tỏ ý kiến rằng, thông qua việc sử dụng sự hài hước, bộ phim tránh được việc trở nên quá đen tối và thay vì đóng vai trò như một "sự pha trộn ấm áp" của sự hay thay đổi và mỉa mai. Sự hài hước này biểu lộ trong một loạt các cách cư xử, chẳng hạn như một cảnh trong đó "một Daigo xấu hổ, trần truồng trừ một cặp tã người lớn, là người mẫu bất đắc dĩ" cho một video giáo dục liên quan đến quá trình nhập quan, cũng như một cảnh trong đó Daigo khám phá ra người mà anh đang chuẩn bị là một người chuyển giới nữ. Takita chia sẻ rằng việc thêm yếu tố hài hước là cố ý, khi "con người đã là sự hài hước của thiên nhiên" và sự hài hước không mâu thuẫn với các chủ đề đen tối hơn của bộ phim.

## Chủ đề
Nhiều nhà phê bình đã thảo luận về chủ đề của cái chết được tìm thấy trong Người tiễn đưa. Scott nhấn mạnh sự tương phản giữa những điều cấm kỵ của cái chết và giá trị của những công việc liên quan đến nó. Ông cũng khẳng định vai trò của người chuyên khâm liệm cho thấy "một hành động cuối cùng của tình thương" bằng cách trình bày cái chết theo một cách mà lưu giữ những ký ức tự hào về cuộc sống của họ. Ban đầu, Daigo và gia đình của anh không thể vượt qua những điều cấm kỵ và sự quá câu nệ khi đối mặt với cái chết. Daigo tỏ ra xa lạ với vợ và bạn bè do các giá trị truyền thống của mình. Cuối cùng, thông qua công việc của mình với người chết, Daigo tìm được sự trọn vẹn và như Peter Howell của Toronto Star đã kết luận, người xem nhận ra rằng "cái chết có thể là sự chấm dứt một cuộc đời, nhưng nó không phải là kết thúc của nhân văn". Okuyama viết rằng, cuối cùng, bộ phim (và cuốn sách là nguyên tác của bộ phim) đã thể hiện như là một "sự phản kháng yên lặng nhưng dai dẳng" chống lại sự phân biệt đối xử mà những người đối diện với cái chết vẫn tiếp tục phải đối mặt ở Nhật Bản hiện đại: cái chết là một phần bình thường của cuộc sống, không phải thứ gì ghê tởm.
Cùng với chủ đề về cái chết, Takita tin Người tiễn đưa nói về cuộc sống, về quá trình tìm lại một cảm thức thất lạc về cảm giác là con người; Daigo có được một cái nhìn tốt hơn về cuộc sống và đào sâu để biết được sự đa dạng của cuộc sống con người chỉ sau khi gặp chúng trong cái chết. Cuộc đời này bao gồm những liên kết gia đình: sự tiến tới những thuật ngữ của Daigo với cha mình là một mô típ chính, những cảnh nghi lễ nhập quan tập trung vào các thành viên gia đình sống hơn là người chết và kể cả khi ở văn phòng Công ty NK, những câu chuyện thường xoay quanh các vấn đề gia đình. Việc mang thai của Mika là chất xúc tác cho sự hòa giải của cô với Daigo.
Ebert viết rằng, như với các bộ phim khác của Nhật như Câu chuyện Tokyo (Ozu Yasujirō; 1953) và Đám tang (Itami Juzo; 1984), Người tiễn đưa tập trung vào hiệu ứng của cái chết với những người còn sống; thế giới bên kia không được đưa ra thảo luận nhiều. Ông coi nó là biểu hiện của một "sự chấp nhận một cách sâu sắc và không gây xáo động về cái chết" trong văn hoá Nhật Bản, một thứ là việc được đối diện không chỉ với nỗi buồn cùng cực mà còn với sự suy ngẫm. Takita nói rằng ông có ý định tập trung vào "cuộc đối thoại giữa những người đã qua đời và gia đình của họ còn sống sót". Bộ phim đề cập đến câu hỏi về thế giới bên kia: người thực hiện công việc hoả táng ví cái chết như "một cánh cửa" và Okuyama viết rằng trong ý nghĩa này, người hoả táng là một người gác cổng và những người khâm liệm là những người dẫn lối.
Byrnes thấy rằng Người tiễn đưa dẫn dắt mỗi người đến câu hỏi về mức độ ảnh hưởng của thời hiện đại lên văn hóa Nhật Bản, ghi nhận làn sóng ngầm của những "thái độ và giá trị truyền thống" hiện hữu chủ yếu trong bộ phim. Mặc dù nghi thức nhập quan thường được hoàn thiện một cách truyền thống bởi già đình người chết, một xu hướng giảm sút trong đó mở ra một "thị trường ngách" cho những người làm lễ nhập quan chuyên nghiệp. Okuyama viết rằng, thông qua bộ phim, Takita đã lấp đầy một "sự mất mát tinh thần" được gây ra bởi sự rời bỏ truyền thống trong một Nhật Bản hiện đại. Sato Tadao kết nối chủ đề của tính hiện đại này như của cái chết, giải thích rằng sự điều trị không cay đắng một cách bất thường của bộ phim về cái chết chứng minh một sự tiến hóa trong cảm xúc của người Nhật về cuộc sống và cái chết. Ông coi sự điều trị của nōkan của bộ phim như một nghệ thuật chứ không phải là nghi lễ tôn giáo để phản ánh thái độ bất khả tri của Nhật Bản hiện đại.

## Ra mắt
Chủ đề cấm kỵ của Người tiễn đưa làm cho các nhà phân phối tiềm năng đã trở nên cảnh giác khi tham gia vào bộ phim.  Các khảo sát tiến hành vào buổi chiếu trước khi phát hành đặt bộ phim ở dưới cùng danh sách các bộ phim khán giả muốn xem. Cuối cùng, buổi ra mắt của bộ phim diễn ra tại Liên hoan phim thế giới Montreal vào tháng 8 năm 2008, được khen thưởng với giải thưởng lớn của liên hoan, cung cấp ưu đãi cần thiết cho các nhà phân phối để lựa chọn Người tiễn đưa; nó cuối cùng cũng ra mắt phiên bản tiếng Nhật trong nước vào ngày 13 tháng 9 năm 2008. Thậm chí sau đó, do sự cấm kỵ mạnh mẽ chống lại cái chết, Takita đã lo lắng về việc tiếp nhận bộ phim và đã không dự đoán một thành công về mặt thương mại, những người khác bày tỏ lo ngại rằng bộ phim thiếu một mục tiêu khán giả rõ ràng.
Nỗi lo sợ này cuối cùng tỏ ra không cần thiết; Người tiễn đưa ra mắt tại Nhật Bản ở vị trí thứ 5 và trong suốt năm tuần công chiếu, bộ phim đạt được vị trí cao nhất đứng thứ 3. Bộ phim bán được 2.6 triệu vé tại Nhật và đạt được 3.2 tỷ yên (32 triệu USD) doanh thu phòng vé trong 5 tháng sau khi ra mắt. Bộ phim vẫn chiếu tại 31 rạp chiếu phim khi thành công của nó tại Academy Awards vào tháng 2 năm 2009 làm mới lại niềm yêu thích; con số rạp chiếu của bộ phim tiếp tục tăng lên đến 188 và bộ phim thu được thêm 2.8 tỉ yên (28 triệu USD), đạt tổng cộng 6 tỉ yên (60 triệu USD). Điều này đã biến Người tiễn đưa trở thành bộ phim nội địa có doanh thu cao nhất và đứng thư 15 trong danh sách các phim có doanh thu cao nhất tổng thể cho năm 2008. Giám đốc sản xuất Mase Yasuhiro ghi nhận thành công này cho những hiệu ứng của Đại suy thoái lên Nhật Bản: người xem đang tìm kiếm việc làm sau khi vừa bị cắt giảm tỏ ra đồng cảm với Daigo.
Từ lúc bắt đầu, một phiên bản quốc tế của bộ phim đã được dự tính; khi tiếng Anh được coi là một ngôn ngữ chính trong các liên hoan phim quốc tế, phụ đề tiếng Anh đã được chuẩn bị. Bản dịch này được xử lý bởi Ian MacDougall. Ông tin rằng các hoạt động trong thế giới của người làm khâm liệm tỏ ra xa vời với trải nghiệm của những khán giả người Nhật hơn là với những khán giả nước ngoài. Vì lý do như vậy, ông cảm thấy một bản dịch trung thành là tốt nhất, mà không cố gắng giúp khán giả nước ngoài tiếp cận các yếu tố giao lưu văn hóa xa lạ.
Tháng 9 năm 2008, ContentFilm giành được bản quyền quốc tế của Người tiễn đưa, mà ở thời điểm đó bộ phim đã được cấp giấy phép chiếu ở các nước như Hy Lạp, Úc và Malaysia; bộ phim cuối cùng được chiếu tại 36 quốc gia. Việc phân phối tại Bắc Mỹ được đảm nhiệm bởi Regent Releasing và Người tiễn đưa được ra mắt giới hạn tại chín rạp bắt đầu từ ngày 29 tháng 5 năm 2009. Nhìn chung, bộ phim thu được gần 1.5 triệu USD trong quá trình chiếu tại Bắc Mỹ trước khi ngừng chiếu vào ngày 24 tháng 6 năm 2010. Tại Vương quốc Anh, Người tiễn đưa khởi chiếu vào ngày 4 tháng 9 năm 2009 và được phân phối bởi Arrow Film Distributors. Bộ phim đã đạt được tổng doanh thu trên toàn thế giới gần 70 triệu USD.

### Các tác phẩm chuyển thể và phương tiện truyền thông khác

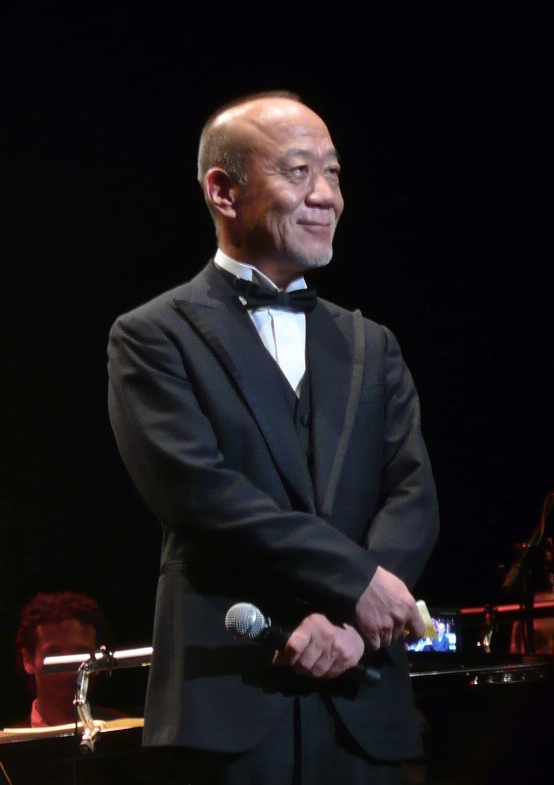
Nhạc sĩ của bộ phim Joe Hisaishi đã làm việc với Ai trong image song "Okuribito/So Special".

Trước khi Người tiễn đưa khởi chiếu, một tác phẩm manga chuyển thể bởi Sasō Akira được đăng trong mười hai số trên tạp chí bán nguyệt san Big Comic Superior, từ tháng 2 cho tới tháng 8 năm 2008. Sasō đồng ý chuyển thể tác phẩm khi ông ông đã rất ấn tượng với kịch bản. Ông đã có cơ hội xem bộ phim trước khi bắt đầu sáng tác và nhận ra rằng một sự chuyển thể quá bám sát sẽ không thích hợp. Ông đã thay đổi các thiết lập và ngoại hình của nhân vật và tăng sự tập trung vào vai trò của âm nhạc trong câu chuyện. Sau đó vào năm 2008, loạt truyện này được biên soạn thành một cuốn truyện dày 280 trang xuất bản bởi Shogakukan.
Ngày 10 tháng 9 năm 2008, ba ngày trước buổi công chiếu tại Nhật Bản của Người tiễn đưa, một album nhạc phim của bộ phim—bao gồm mười chín bản nhạc trong bộ phim và kết hợp cùng một dàn nhạc gồm các thành viên của Dàn nhạc Giao hưởng Thủ đô Tokyo và Dàn nhạc giao hưởng NHK—được phát hành bởi Universal Music Japan. Ca sĩ nhạc pop Ai thể hiện phần lời bài hát cho bản nhạc image song của Hisaishi "Okuribito/So Special"; được thể hiện bởi Ai với một biên khúc cho cello và dàn nhạc, đĩa đơn đã được phát hành bởi Universal Sigma vào ngày 10 tháng 9 năm 2008 cùng với một video quảng bá. Bản ký âm cho soundtrack của bộ phim được phát hành bởi KMP vào năm 2008 (cho cello và piano) và Onkyō vào năm 2009 (cho cello, violin và piano).
Momose Shinobu, một nhà văn với sở trường tiểu thuyết hoá, chuyển thể Người tiễn đưa thành dạng tiểu thuyết. Cuốn sách này được xuất bản bởi Shogakukan vào năm 2008. Năm đó, công ty này cũng ra mắt Ishibumi (Hòn đá cảm xúc), một cuốn sách minh hoạ chủ đề của bộ phim từ điểm nhìn của một hòn đá biết nói; cuốn sách này được viết bởi Koyama và minh hoạ bởi Kurota Seitarō. Năm tiếp theo, Shogakukan xuất bản một phiên bản của bản thảo kịch bản đầu tiên của Koyama. Một phiên bản sân khấu của bộ phim, cũng được đặt tên là Người tiễn đưa, được viết bởi Koyama và đạo diễn bởi Takita. Nó được ra mắt tại Rạp hát Akasaka ACT vào ngày 29 tháng 5 năm 2010, kết hợp cùng diễn viên kabuki Nakamura Kankurō với vai Daigo và Tanaka Rena diễn vai Mika. Cốt truyện của vở kịch, đặt tại thời điểm bảy năm sau kết thúc của bộ phim, liên quan đến sự thiếu tự tin của con trai cặp vợ chồng với nghề nghiệp của Daigo.

### Phát hành tại gia
Một phiên bản phát hành DVD đôi, với những kết hợp đặc biệt bao gồm các trailer, phim tài liệu ghi lại quá trình làm phim và một lễ nhập quan được ghi hình, được ra mắt ở Nhật Bản ngày 18 tháng 3 năm 2009. Một phiên bản DVD tại Bắc Mỹ của Người tiễn đưa, bao gồm một phần phỏng vấn với đạo diễn, được phát hành bởi Koch Vision vào ngày 12 tháng 1 năm 2010; bộ phim không được lồng tiếng mà được giữ nguyên phần âm thanh tiếng Nhật và phụ đề tiếng Anh. Một phiên bản Blu-ray tiếp tục được phát hành vào tháng 5. Phiên bản phát hành tại gia này nhận được những phản hồi kết hợp. Franck Tabouring của DVD Verdict ca ngợi rất nhiều về bộ phim và việc chuyển giao kỹ thuật số, coi sự rõ ràng và sắc nét về mặt hình ảnh và âm thanh (đặc biệt là âm nhạc) là "một niềm vui thích để lắng nghe". Thomas Spurlin, viết cho DVD Talk, chấm điểm phiên bản phát hành này là "đặc biệt gợi ý" (highly recommended), tập trung vào "quả cầu lửa đầy bất ngờ" của chất lượng phim. Một người viết khác của trang web này, Jeremy Mathews, khuyên người đọc "bỏ qua nó" (Skip It), thấy ở DVD một màn trình diễn có tư cách của tư liệu gốc—thứ mà ông coi là "tự làm suy giảm bản thân với những sự xâm phạm vụng về, làm mặt hề bằng kiểu hài hước tục tĩu và những cảnh khó chịu, lặp đi lặp lại việc thút thít". Cả hai đánh giá của DVD đồng ý rằng chất lượng âm thanh và hình ảnh nằm dưới mức hoàn hảo và rằng những nội dung bổ sung trong DVD tỏ ra nghèo nàn; Mathews mô tả cuộc phòng vấn như người đạo diễn trả lời "câu hỏi đần độn theo một phương pháp đần độn".

## Đón nhận

### Đánh giá chuyên môn
Người tiễn đưa nhìn chung nhận được đánh giá tích cực từ các nhà phê bình. Trang web đánh giá Rotten Tomatoes trích dẫn 108 người đánh giá và chấm số điểm tích cực 80%, với số điểm trung bình đạt 7,1 trên thang điểm 10. Trang web tổng hợp Metacritic chấm bộ phim số điểm 68 trên thang điểm 100, dựa trên 27 đánh giá.

#### Trong nước
Các đánh giá ban đầu tại Nhật Bản tỏ ra tích cực. Tại Kinema Junpo, Shioda Tokitoshi gọi Người tiễn đưa là một bước ngoặt trong sự nghiệp của Takita, một bộ phim lãng mạn về con người chụp lấy cả những tiếng cười và những giọt nước mắt, trong khi ở cùng ấn phẩm, Nomura Masaaki mô tả bộ phim như một tác phẩm về chiều sâu dịu dàng mà có lẽ bày tỏ một chuyển biến trong giai đoạn trưởng thành của Takita, ca ngợi người đạo diễn với việc chụp lấy một cảm xúc của con người từ sự thể hiện nghi lễ nhập quan một cách nghiêm túc của Motoki. Viết trên Yomiuri Shimbun, Fukunaga Seichi khen ngợi Takita trong việc sử dụng một cốt truyện linh động, đầy cảm xúc được mang tới với sự hài hước để đảo ngược thành kiến chống lại một chủ đề cấm kỵ. Ông khen ngợi màn trình diễn của Motoki và Yamazaki, đặc biệt là sự nhập vai của họ vào vai một Daigo nghiêm túc đối lập với một Sasaki có vẻ ngớ ngẩn.
Trong tờ Asahi Shimbun, Yamane Sadao thấy ở bộ phim một sự xây dựng đáng ngưỡng mộ và ca ngợi sự thể hiện của các diễn viên. Yamane đặc biệt ấn tượng bởi các động tác tay tinh tế mà Motoki thể hiện khi anh thực hiện nghi lễ nhập quan. Katsuta Tomomi trong tờ Mainichi Shimbun thấy ở Người tiễn đưa một câu chuyện có ý nghĩa khiến người xem nghĩ về những cuộc sống khác nhau mà con người đang sống và ý nghĩa sự qua đời của ai đó. Viét trên cùng tờ báo, Suzuki Takashi nghĩ bộ phim đáng nhớ nhưng có thể dự đoán được trước và Takahashi Yūji phát biểu rằng khả năng của bộ phim trong việc tìm sự quý phái trong một chủ đề đầy thành kiến là một thành quả tuyệt vời. Watanabe Shōko chấm Người tiễn đưa bốn trên năm sao trong tờ báo The Nikkei, ca ngợi màn trình diễn không gượng ép của các diễn viên.
Sau thành công của Người tiễn đưa tại lễ trao giải Oscar, nhà phê bình Kawamoto Saburō thấy rằng bộ phim đã cho thấy một Nhật Bản mà người Nhật có thể liên quan đến, trong đó, trong một quốc gia mà các phong tục đặt nặng việc thăm mộ tổ tiên, một người đã khuất luôn luôn là một thành viên trong gia đình. Ông tin rằng bộ phim có một vẻ đẹp samurai với nó, với nhiều cảnh của gia đình đang ngồi seiza. Nhà phê bình Maeda Yūichi chấm cho bộ phim một đánh giá 90% và ghi nhận màn trình diễn của hai diễn viên chính cho hầu hết thành công của bộ phim. Ông ca ngợi tác động tình cảm và sự cân bằng giữa các yếu tố nghiêm túc và hài hước của bộ phim, nhưng chỉ trích nhiều mối quan hệ cha con, mà ông coi là quá trớn. Maeda cho rằng thành công quốc tế của bộ phim, mặc dù với nội dung nặng về Nhật Bản, đến từ mô tả rõ ràng về quan điểm của Nhật Bản về cuộc sống và cái chết. Ông tìm thấy quy mô khái niệm của bộ phim có một mối quan hệ với những yếu tố tương tự của Hollywood (điều mà ông coi là thiếu trong hầu hết các bộ phim của Nhật Bản).
Nhà đánh giá Yamaguchi Takurō chấm cho bộ phim một đánh giá 85% và tìm thấy vẻ quyến rũ trong cách xử lý vấn đề của bộ phim. Ông ca ngợi ảnh hưởng tĩnh lặng về mặt cảm xúc và sự hài hước của nó, sự đan xen của phong cảnh miền Bắc Nhật Bản với âm nhạc cello của Hisaishi và linh hồn Nhật Bản của bộ phim. Nhà phê bình truyền thông Yamane Sadao tìm thấy một vẻ đẹp lay động trong các động tác tay thuận Sasaki dạy cho Daigo khi chuẩn bị cho thi thể và tin rằng một lần đọc trước kịch bản gốc sẽ làm sâu sắc thêm sự hiểu biết của người xem với diễn xuất của diễn viên. Mark Schilling của The Japan Times chấm bộ phim bốn trên năm sao, ca ngợi diễn xuất dù chỉ trích sự lý tưởng hóa rõ ràng những người thực hiện nghi lễ nhập quan. Ông kết luận rằng bộ phim "tạo ra một trường hợp tốt cho đạo về cái chết của Nhật Bản."

#### Quốc tế

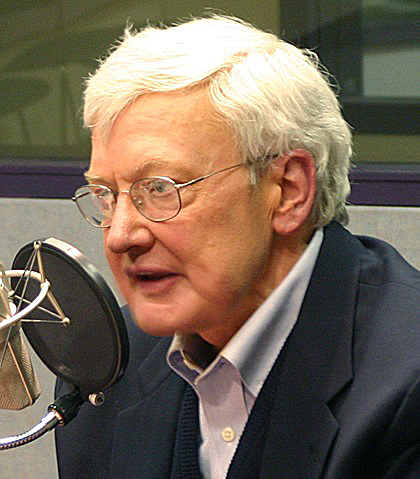
Nhà phê bình của tờ Chicago Sun-Times, Roger Ebert, chấm cho Người tiễn đưa bốn sao hoàn hảo.

Trên bình diện quốc tế, Người tiễn đưa nhận được những đánh giá hẩu hết là tích cực. Ebert chấm cho bộ phim bốn sao hoàn hảo, mô tả nó như "khối đá trong các nguyên tắc cơ bản của nó" và tô đậm yếu tố điện ảnh và âm nhạc của nó và việc chọn Yamazaki cho vai diễn Sasaki. Ông thấy rằng kết quả cuối cùng "thể hiện chức năng một cách hoàn hảo" và tỏ ra "xuất sắc trong việc đạt được những mục đích phổ quát của câu chuyện". Derek Armstrong của AllMovie chấm bộ phim bốn trên năm sao, mô tả nó như "một bộ phim của vẻ đẹp trữ tình" mà "đang bùng nổ với những niềm vui nhỏ bé". Trong một đánh giá bốn sao, Byrnes mô tả bộ phim như một "sự suy nghĩ lay động về sự ngắn ngủi của cuộc sống" mà cho thấy "nhân văn to lớn", kết luận rằng "đó là một bộ phim đẹp nhưng lấy mất của ta hai chiếc khăn mùi soa." Howell chấm cho bộ phim ba trên bốn sao, ca ngợi diễn xuất và ngôn ngữ điện ảnh của bộ phim. Ông viết rằng Người tiễn đưa "lặng lẽ lật ngược những kỳ vọng về thẩm mỹ và cảm xúc" mà thậm chí không mất đi "ý định sâu xa" của bộ phim. Trong một đánh giá ba sao rưỡi, Claudia Puig của tờ USA Today mô tả Người tiễn đưa như một bộ phim "điềm tĩnh một cách đẹp đẽ" mà, mặc dù có thể đoán trước, là "tình cảm, sâu sắc" và "chạm tới cảm xúc một cách thâm thuý".
Philip French của The Observer coi Người tiễn đưa là một bộ phim "lay động, giải trí nhẹ nhàng", mà đạo diễn "sáng tác một cách chọn lọc". Sharkey thấy ở bộ phim một "chuyến đi thay đổi con người một cách đầy cảm xúc với một người đàn ông trầm lặng ", một bộ phim có sự tuyển chọn diễn viên tốt với "các diễn viên chuyển động một cách nhẹ nhàng, duyên dáng" trong các thiết lập khác. Trong Entertainment Weekly, Owen Gleiberman cho bộ phim một điểm B−, coi nó "nhạy cảm và, đồng thời, khá ướt át ", mặc dù chắc chắn sẽ ảnh hưởng đến bất cứ ai đã mất cha mẹ. Barber thấy ở Người tiễn đưa sự "chân thành, khiêm tốn, [và] buồn cười một cách tinh nghịch ", đáng xem (mặc dù cuối cùng có thể dự đoán được). Mike Scott chấm ba sao rưỡi trên bốn sao cho bộ phim, thấy rằng bộ phim là "một cuộc kiểm tra nâng cao tinh thần đáng ngạc nhiên của cuộc sống và mất mát", với sự hài hước mà bổ sung hoàn hảo cho " câu chuyện lay động và có ý nghĩa", nhưng tự vay mượn việc các nhân vật "làm bộ mặt hài hước trước ống kính máy quay".
Trong khi đó, Kevin Maher của The Times mô tả Người tiễn đưa như là một bộ phim "hài hước verklempt"(chỉ sự không thể biểu lộ được cảm xúc) với việc "khóc như được ấn nút" một cách buồn chán, mặc dù ông coi nó đã được cứu bởi chất lượng diễn xuất, định hướng "trang nghiêm" và âm nhạc "mơ mộng". Một đánh giá kết hợp khác được xuất bản trên The Daily Telegraph, mô tả bộ phim như một "thứ làm hài lòng đám đông một cách an toàn và hào phóng về mặt cảm xúc" không xứng đáng với giải Oscar của nó. Philip Kennicott viết trên tờ The Washington Post rằng bộ phim "bóng bẩy như thể nó được sắp đặt nặng nề ", còn quá dễ đoán để sẵn sàng phá vỡ điều cấm kỵ, còn quá chìm đắm trong cái chết để có khả năng thoát ra khỏi "hương vị Nhật Bản điên rồ cho sự đa cảm". Trên tờ Variety, Eddie Cockrell viết rằng bộ phim cung cấp " cái nhìn thoáng qua hấp dẫn" của nghi thức nhập quan nhưng nên có một thời lượng ngắn hơn. Paatsch cho Người tiễn đưa ba trên năm sao, mô tả nó như một "bộ phim thê lương một cách kỳ quặc" mà " mở ra với một sự tinh vi và chính xác mà từ từ làm say lòng người xem " nhưng coi một số cảnh, như cảnh  montage, là "sự tô điểm loè loẹt không cần thiết". Edward Porter của tờ The Sunday Times viết rằng thành công của bộ phim tại giải thưởng Oscar có thể có thể đổ lỗi cho "một trường hợp của sự đa cảm dễ thương một cách thiên vị của Viện hàn lâm".
Keith Phipps của The A.V. Club cho Người tiễn đưa một điểm C−, viết rằng mặc dù bộ phim có kết hợp "những cảnh quay hào phóng về cuộc sống nơi tỉnh lẻ" và các cảnh nghi lễ nhập quan với một "chất lượng thi ca", cuối cùng bộ phim lại "nhỏ giọt từ một cảm xúc phóng đại đến cảm xúc tiếp theo". A. O. Scott viết trên tờ The New York Times rằng bộ phim "hoàn toàn xoàng xĩnh", dễ đoán và tầm thường trong sự kết hợp của sự hài hước và phim tình cảm. Mặc dù bộ phim thỉnh thoảng có những khoảnh khắc cảm động, ông coi Người tiễn đưa "thú vị chủ yếu như một khẩu vị của thị hiếu nhút nhát một cách vô vọng và lề thói của Viện hàn lâm". Tony Rayns của Film Comment có một bài đánh giá gay gắt mà trong đó ông lên án kịch bản như "hiển nhiên và vụng về một cách bối rối", lên án hoạt động như chỉ đơn thuần là "thích hợp" và lên án bộ phim nhưng nói rằng đó là "khải hoàn ca cho xác chết đẹp". Adams chấm Người tiễn đưa hai trên bốn sao, ca ngợi những cảnh tình cảm và hấp dẫn bề ngoài của nghi thức nhập quan và "quan tâm một cách yêu thương đến kết cấu, thị hiếu và hành vi của bán nông thôn Nhật Bản" nhưng lên án sự dễ đoán của cốt truyện; ông viết rằng: "Bốn mươi lăm phút đầu, [người xem đã] chuẩn bị một danh sách kiểm tra tinh thần của tất cả các biến cố mà Kobayashi Daigo sẽ đối mặt, sau đó thương lượng – và sẽ tự rủa bản thân nếu Takita không mang tới thứ nào trong đó".

### Giải thưởng
Tại buổi lễ GIải thưởng Viện hàn lâm Nhật Bản lần thứ 32 tổ chức vào tháng 2 năm 2009, Người tiễn đưa đã thống trị các giải thưởng. Bộ phim nhận được tổng cộng mười ba đề cử, thắng mười giải, bao gồm Bộ phim của năm, Kịch bản của năm (Koyama), Đạo diễn của năm (Takita) và Diễn xuất nổi bật của Nam diễn viên chính (Motoki). Trong hạng mục Diễn xuất nổi bật của Nữ diễn viên chính, Hirosue thất bại trước Kimura Tae của All Around Us, trong khi ở hạng mục Thành tựu nổi bật trong Định hướng Nghệ thuật, Ogawa Tomio của Người tiễn đưa thất bại trước Kuwashima Towako của Paco và cuốn sách ma thuật. Hisaishi, được nhận hai đề cử cho hạng mục Thành tựu nổi bật trong Âm nhạc của phim, thắng với phần âm nhạc của bộ phim hoạt hình của Studio Ghibli - Ponyo. Phản hồi về các chiến thắng, Motoki nói: "Nó cảm giác như thứ gì đó đã tới một cách kỳ diệu trong sự cân bằng ở thời điểm này với Okuribito".
Người tiễn đưa được nộp tham gia đề cử Giải Oscar lần thứ 81 như đại diện cho Nhật Bản cho hạng mục Phim ngoại ngữ hay nhất. Mặc dù mười một bộ phim Nhật Bản trước đó đã thắng Giải Oscar trong các thể loại khác, ví dụ như Phim hoạt hình hay nhất hoặc Thiết kế phục trang xuất sắc nhất, hạng mục giải thưởng Phim ngoại ngữ hay nhất – mà người Nhật vẫn chưa thể chạm tới cho đến thời điểm này – vẫn rất được thèm muốn trong ngành công nghiệp điện ảnh Nhật Bản. Người tiễn đưa không được đặt mong đợi sẽ chiến thắng, do sự cạnh tranh mạnh mẽ từ các bài dự thi của Israel và Pháp (Waltz with Bashir của Ari Folman và The Class của Laurent Cantet, một cách tương ứng), nhưng cuối cùng lại là bộ phim giành chiến thắng vào lễ trao giải tháng 2 năm 2009. Điều này được coi là một bất ngờ của một số nhà phê bình phim, và David Itzkoff của The New York Times gọi Người tiễn đưa là "Bộ phim chịu mất cái ao của Oscar vì bạn" (‘’the film that lost Oscars pool for you’’). Motoki, người đã kỳ vọng đề cử "phi thường" của Israel chiến thắng, cũng đã bị bất ngờ; ông tự mô tả bản thân như một "kẻ cố gắng bám lấy (hanger-on) mà chỉ quan sát lễ trao giải" và hối hận vì "không [thực hiện việc] bước đi với sự tự tin cao hơn" khi ông lên nhận giải.
Người tiễn đưa được công nhận tại nhiều liên hoan phim, bao gồm cả giải thưởng Audience Choice Award (Giải Lựa chọn của Khán giả) tại Liên hoan phim quốc tế Hawaii lần thứ 28, giải Grand Prix des Amériques tại Liên hoan phim thế giới Montreal lần thứ 32, và Giải Best Narrative Film (Phim thuyết minh xuất sắc nhất) the at the 20th Liên hoan phim quốc tế Palm Springs. Motoki được lựa chọn là Diễn viên nam chính xuất sắc nhất ở một số lễ trao giải, bao gồm tại Asian Film Awards, Asia Pacific Screen Awards, Blue Ribbon Awards; anh cũng là lựa chọn của người xem cho diễn viên nam chính xuất sắc nhất tại giải Kim Kê. Tại Giải thưởng Điện ảnh Hồng Kông lần thứ 29, Người tiễn đưa được lựa chọn tại hạng mục Phim châu Á xuất sắc nhất, đánh bại ba bộ phim Trung Quốc và Ponyo. Tiếp nối lễ trao giải Nikkan Sports Film Award lần thứ 21, mà ở đó Người tiễn đưa đã thắng cả ở hạng mục Phim hay nhất và Đạo diễn xuất sắc nhất, Takita tỏ ra bất ngờ tại giải thưởng của bộ phim, nói rằng "Tôi đã không biết rằng làm cách nào mà bộ phim của tôi đủ tốt để được chấp nhận." Tới tháng 12 năm 2009, bộ phim đã giành được tổng cộng 98 giải thưởng.

### Ảnh hưởng

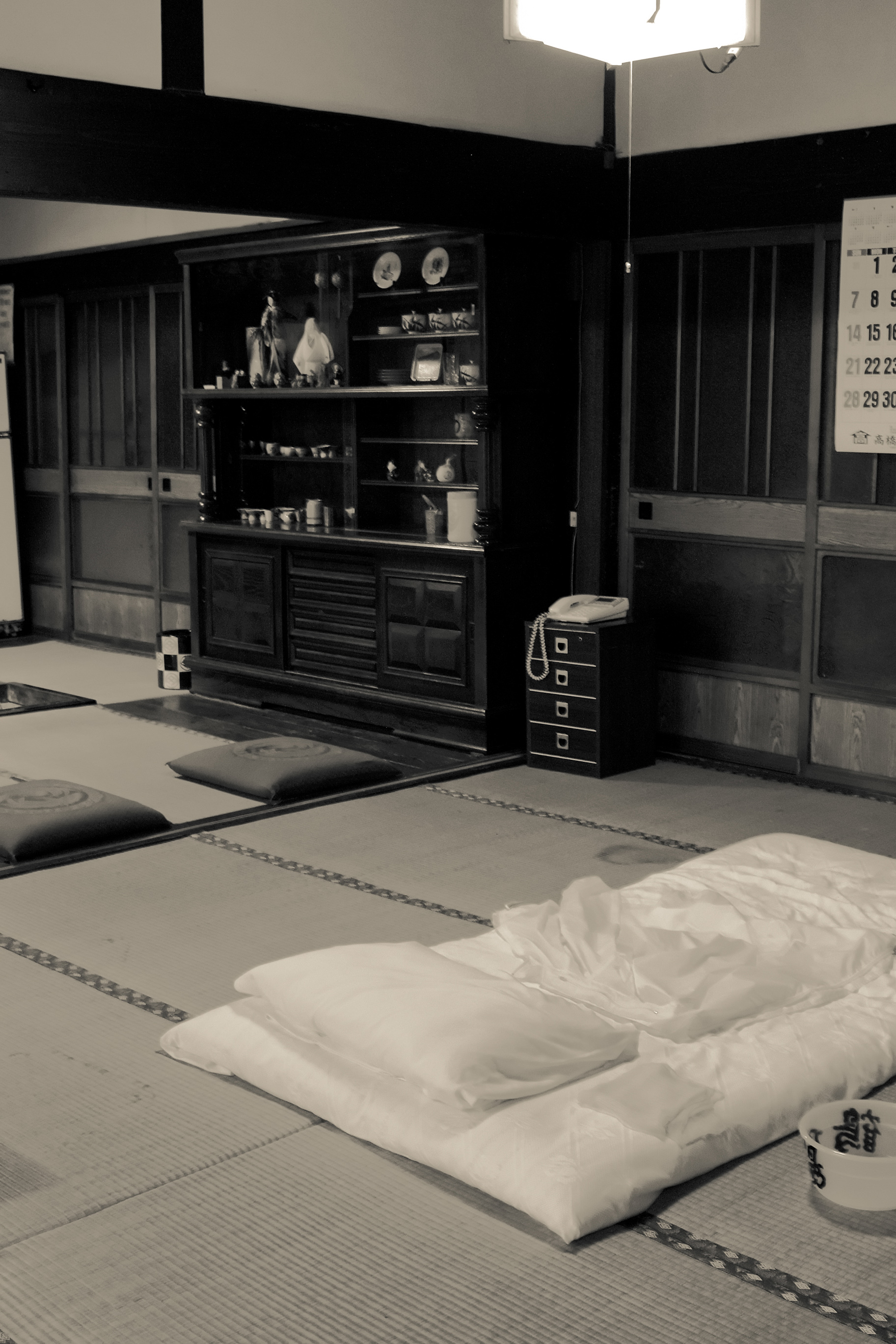
Một căn phòng với khung cảnh bài trí một lễ nhập quan trong bộ phim, được duy trì như một điểm tham quan

Thành công quốc tế của Người tiễn đưa nhận được sự chú ý đáng kể từ báo chí ở Nhật Bản, đặc biệt là chiến thắng của mình tại lễ trao giải Oscar.  Chiến thắng này đã dẫn đến việc tái ra mắt một phiên bản sân khấu tại Nhật Bản và cho việc thúc đẩy sự bán chạy cuốn sách nguyên tác của Aoki—hơn 230.000 bản của cuốn sách đã được đặt mua.
Sau thành công của bộ phim, Sakata Location Box đã thiết lập một dịch vụ khách sạn gọi là Mukaebito—một cách chơi chữ từ tiêu đề tiếng Nhật của bộ phim biểu thị "một người chào đón hoặc làm quen" với một người khác, hơn là "một người tiễn đưa". Dịch vụ này duy trì các địa điểm cho chụp ảnh và cung cấp bản đồ của địa điểm này cho du khách. Năm 2009, Location Box cho phép mở cửa công khai cho du khách tham quan toà nhà được sử dụng làm văn phòng Công ty NK. Với một mức lệ phí, khách tham quan đã có thể vào bên trong và chiêm ngưỡng các đạo cụ của bộ phim. Dưới một chương trình tạo việc làm, từ năm 2009 tới năm 2013, tổ chức này đã nhận được 30 triệu yên từ tỉnh Yamagata và 8 triệu yên từ thành phố Sakata cho việc duy trì và quản lý toà nhà. Địa điểm này thu hút gần 120.000 lượt khách tham quan vào năm 2009, mặc dù con số này nhanh chóng sụt giảm; năm 2013 chỉ còn ít hơn 9.000 lượt khách tham quan. Những lo ngại về vấn đề an toàn từ thời gian tồn tại dài của toà nhà đã dẫn đến việc chính quyền thành phố Sakata kết thúc hợp đồng thuê của tổ chức này và toà nhà một lần nữa được đóng cửa vào tháng 3 năm 2014. Vào thời điểm đó, phân khu Du lịch của thành phố đang cân nhắc các lựa chọn, chẳng hạn như việc giới hạn viếng thăm trong hai tầng đầu tiên. Toà nhà được sử dụng làm quán café Concerto được mở cửa cho công chúng từ năm 2009 như Bảo tàng Kaminoyama Concerto Museum, và rạp Sakata Minato-za cũng được mở cửa cho du khách. Quê nhà của Takita ở Takaoka, Toyama, đã duy trì một Bảo tàng Chứng tích Phim; nhân viên cho biết đã có những thời điểm đạt lượng tham quan hơn một trăm người hâm mộ Takita một ngày.
Thành công của bộ phim tạo ra lợi ích lớn hơn cho lễ nhập quan và nōkanshi. Ngay cả các mô hình của chiếc xe tang được lái trong phim cũng được làm thành đồ lưu niệm: chiếc Mitsuoka Limousine Type 2-04, một phiên bản nhỏ và ít đắt tiền hơn của chiếc xe trong phim, đã được đưa ra thị trường vào ngày 24 tháng 2 năm 2009.  Nhà sản xuất, Mitsuoka Motors, nằm tại quê nhà của Takita ở Toyama.  Năm 2013, Kimura Mitsuki, người xuất thân từ một gia đình nōkanshi, thành lập Học viện Okuribito Academy cùng với điều dưỡng viên và doanh nhân Takamaru Kei. Học viện này đào tạo về lễ nhập quan, ướp xác (‘’embalming’’) và những quy trình liên quan khác.

## Chú giải
1. 1 2  Trước khi hạng mục giải thưởng này được thành lập vào năm 1956, ba bộ phim của Nhật Bản nhận được Giải Oscar Danh dự: Rashomon (Kurosawa Akira; 1951), Địa ngục môn (Kinugasa Teinosuke; 1954) và Samurai, Huyền thoại Musashi (Inagaki Hiroshi; 1955) ((MMPAJ)). Bộ phim Nhật-Xô đồng sản xuất Dersu Uzala (Kurosawa Akira; 1975) thắng giải thưởng này, nhưng nó được ghi danh cho Liên Xô ((Armstrong)).
2. ↑  Cũng gọi là thãng quan sư (湯灌師 yukanshi?); yukan là nghi lễ làm sạch thi thể trước nghi lễ đặc biệt nōkan.
3. ↑  Với các thông tin cụ thể hơn về vị trí của kegare và cái chết trong xã hội Nhật Bản, xem Okuyama 2013, tr. 8–12.
4. ↑  Motoki, Masahiro; Silver Insects, biên tập (1993). Tenkū Seiza―Hill Heaven 天空静座―Hill Heaven [Tenkuu Seiza—Hill Heaven] (bằng tiếng Nhật). Tōa Dōbunshoin International. ISBN 978-4-8103-7183-3.
5. ↑  Aoki Shinmon sinh tại Toyama năm 1937 và quản lý một pub-café cho tới khi nó đóng cửa, sau đó trở thành một người làm nghi thức tang lễ như chi tiết được kể trong Coffinman ((Tanabe 2009, tr. 9)).
6. ↑  Nguyên gốc: 「その職業はとてもミステリアスで、ある種、エロチックで、すごく映画の世界に近いと感じたんです」.
7. ↑  Các bộ phim của Takita trong thể loại phim hồng bao gồm Chikan Onna Kyōshi (Molestful Female Teacher, 1981), Renzoku Bōran [ja] (Serial Violent Rape, 1983) và Mahiru no Kirisaki-Ma (Midday Ripper, 1984) (Suzuki 2012). Tại thời điểm ông nhận lời đạo diễn cho Người tiễn đưa, các tác phẩm chính thống hơn của ông đã được công nhận và nhận được nhiều giải thưởng quốc tế: phim năm 2003 When the Last Sword Is Drawn, ví dụ, mang về cho Takita giải thưởng Viện hàn lâm Nhật Bản cho Phim hay nhất đầu tiên ((Nhân viên Sapia 2009)). Một con đường sự nghiệp như vậy không phải là không phổ biến cho các đạo diễn ở Nhật Bản vào những thập niên 1970 và 1980; người chiến thắng giải thưởng Viện hàn lâm Nhật Bản Masayuki Suo, ví dụ, có sản phẩm ra mắt của ông là Kandagawa Pervert Wars ((Suzuki 2012)).
8. ↑  Motoki sinh năm 1965 ở Saitama và bắt đầu sự nghiệp diễn xuất chuyên nghiệp vào năm 1981 trong phim truyền hình drama 2-nen B-gumi Senpachi Sensei (Mr Senpachi of Class 2-B).  Năm 1989, anh đạt giải thưởng Viện hàn lâm Nhật Bản cho Diễn viên mới xuất sắc nhất cho vai diễn trong Bốn ngày của máu và tuyết [ja] ((Nhân viên Weekly Biz 2009)).
9. ↑  Trong Himitsu, nhân cách của người vợ đã chết của một người đàn ông nhập vào cơ thể cô con gái của đôi vợ chồng; Hirosue đóng cả vai người mẹ và người con gái ((Schilling 2009, Funereal flick)). Cô đã được đề cử một giải Viện Hàn lâm Nhật Bản cho diễn xuất này ((Nippon Academy-shō Association, 2000)).
10. ↑  Theo Takita, việc bao gồm một phụ nữ chuyển giới trong cảnh mở màn để thể hiện "ân sủng và trọng lực của nghi thức" cũng như chỉ ra rằng đây sẽ không phải là một bộ phim "cực kỳ nặng nề" ((Takita 2008, 03:30–03:55)).
11. ↑  Nguyên gốc: ishibumi (いしぶみ ishibumi?).
12. ↑  Đây là một phong tục của Nhật Bản, trong đó người ta thực hiện những chuyến viếng thăm haka-mairi (墓参り haka-mairi?) gia đình haka (墓 haka?), một ngôi mộ đá cho những tổ tiên đã khuất.
13. ↑  Nguyên gốc: 今回の「おくりびと」っていうのはすべてのバランスが奇跡的につながっていったっていう感じがします。
14. ↑  Người tiễn đưa không phải phim duy nhất của Nhật Bản nhận giải Oscar vào lễ trao giải năm 2009; La Maison en Petits Cubes của Katō Kunio cũng nhận Giải Oscar cho Phim hoạt hình ngắn hay nhất vào cùng năm ((Tourtellotte & Reynolds 2009)).
15. ↑  Lục Xuyên - Nam Kinh! Nam Kinh!, Hoàng Kiến Tân - Đại nghiệp kiến quốc và Trần Quốc Phú–Cao Quần Thư đồng sản xuất - Phong thanh.
16. ↑  Nguyên gốc: "「作品がどういうふうに受け入れられるか分からなかった」と。"